# Buckland-in-the-Moor
Buckland-in-the-Moor est un village et une paroisse civile du Devon, situé dans l'Angleterre du Sud-Ouest.  Au moment du recensement de 2001, sa population était de 94 habitants.